# Kornel Salaban
Kornel Salaban (* 1886 in Czernowitz, Bukowina, Österreich-Ungarn; Todesdatum unbekannt) war ein deutscher Autor und Falschmünzer.

## Leben
Kornel (oder Karl Hans) Salaban war Sohn eines Militärarztes und soll nach eigenen Angaben Leutnant der österreich-ungarischen Armee gewesen sein. 1911 war er wohl in Stettin als Schauspieler tätig, ging dann nach Wien, war 1916 in Lemberg und kam dann nach Hamburg, wo er wiederum Schauspieler gewesen sein soll. Hier gründete er unter dem Falschnamen „Otto Meißner“ in betrügerischer Absicht ein Schifffahrtskontor. Im Februar 1918 kam er mit seiner Ehefrau Martha und Tochter Erika nach Berlin, wo er zunächst eine Chemikaliengroßhandlung betrieb, die aber in Konkurs ging. Salaban legte sich einen falschen Doktor-Titel zu und gab 1926 das Europabuch der Rechtsanwälte und Notare heraus.
Im Jahr 1924 kam es wegen der Betrügereien in Hamburg zu einer Gerichtsverhandlung, auf der Salaban wegen Schuldunfähigkeit freigesprochen wurde. Die Berliner Polizei teilte mit, Salaban habe sich wegen der Behandlung einer Geisteskrankheit in Berlin befunden.
Von Ende 1928 bis Anfang 1932 stellte Salaban im Keller seiner Villa in Berlin-Lichterfelde knapp 60.000 falsche 2-Mark-Münzen her und brachte sie mit seiner Frau auf Berliner Gemüsemärkten in Umlauf. Ein aufmerksamer Markthändler entdeckte die falschen Münzen und machte eine Anzeige bei der Polizei. Diese konnte bald den Mann ausmachen, der die Münzen in Umlauf gebracht hatte, zusammen mit seiner Frau. Die beiden wurden im Januar 1932 gefangen genommen, und am 29. Juli 1932 begann der Prozess am Berliner Landgericht. Kornel Salaban wurde zu fünf Jahren Zuchthaus und zehn Jahren Verlust der bürgerlichen Ehrenrechte verurteilt. Die Ehefrau Martha erhielt wegen Beihilfe ein Jahr Gefängnis. Über den weiteren Verbleib Salabans ist nichts bekannt.